# Sture Dahlströmsällskapet
Sture Dahlströmsällskapet är ett författarsällskap ägnat åt den svenske författaren och jazzmusiken Sture Dahlström (1922-2001). Sällskapet grundades i september 1999 av Bakhåll, ett bokförlag i Lund som gett ut Dahlströms böcker från 1985 och framåt (tidigare böcker hade getts ut av bland andra Rabén & Sjögren). Sällskapet driver en webbplats med nyheter relaterade till Dahlström, som information om nyutkomna utgåvor och översättningar av Dahlströms böcker samt om evenemang med anknytning till Dahlström. Enligt webbplatsen ska det ha funnits flera andra Sture Dahlström-sällskap i Sverige, men man kallar sig "det första officiella" Sture Dahlström-sällskapet. 
Sture Dahlström dog 2001 och sällskapet bildades redan under hans livstid, något som är ovanligt vad gäller författarsällskap.